# VC Dresden
Der Volleyball Club Dresden e. V. (kurz VC Dresden) ist ein Volleyballverein aus der sächsischen Landeshauptstadt Dresden.

## Geschichte
Gegründet wurde der Verein 1996 aus einem Sozialprojekt heraus. Seit dessen Gründung hat sich der Verein durch den kontinuierlichen Ausbau seines Nachwuchsleistungszentrums einen Spitzenplatz im Deutschen Nachwuchsvolleyball erarbeitet. Beginnend mit dem Jahre 2003 wurden viele deutsche Meistertitel und Topplatzierungen in den verschiedenen männlichen Altersklassen errungen.
In der Saison 2011/12 stieg die Erwachsenenmannschaft in die Bundesliga. Am Ende der Saison 2012/13 erreichte man das Play-off-Viertelfinale, in dem man Chemie Volley Mitteldeutschland unterlag. In der Saison 2014/15 trat die Bundesligamannschaft sponsoringenbedingt unter dem Namen Cloud&Heat Volley Dresden an. Im Dezember 2014 kam für die Dresdner das Aus in der ersten Liga. Aufgrund eines Insolvenzantrags der Spielbetriebs GmbH entzog die Volleyball-Bundesliga den Dresdnern die Lizenz.
Die in die Spielzeit 2014/15 in der Regionalliga Ost gestartete zweite Männermannschaft wurde nach dem Aus des Bundesligateams als neue Nummer eins des Vereins ungeschlagener Meister der Spielklasse. In der folgenden Saison realisierte das Team als Erster der 3. Liga Ost den nächsten Aufstieg in die 2. Bundesliga.
In der Saison 2016/17 spielte die erste Männermannschaft in der 2. Volleyball-Bundesliga Süd. Dem Zweitligakader gehörten 90 % Spieler an, die bereits die eigene Nachwuchsabteilung durchlaufen hatten. Ab dem vierten Spieltag der Saison stand die Mannschaft auf keinem Abstiegsrang. Nach der Niederlage am letzten Spieltag stieg die zu diesem Zeitpunkt jüngste Mannschaft der 2. Bundesliga in die 3. Liga Ost ab.
Nach anfänglichen Schwierigkeiten erreichte man am Ende der Saison 2017/18 den dritten Tabellenrang in der 3. Liga Ost. Die Saison 2018/19 wurde auf dem zweiten Platz beendet. In der ersten aufgrund der COVID-19-Pandemie verkürzten Saison 2019/20 lag der VC Dresden in der 3. Liga auf Platz vier. Weil es theoretisch noch möglich gewesen wäre, den Aufstiegsplatz zu erreichen, wurde dem VCD der Aufstieg am „Grünen Tisch“ zugesprochen. Die vor den Dresdnern in der Tabelle geführten Teams aus Eibelstadt und Deggendorf hatten sich nicht an der Vorlizensierung für die 2. Bundesliga beteiligt und waren somit nicht aufstiegsberechtigt. In der darauffolgenden Saison 2020/21 landete der VC Dresden auf Platz zehn der 2. Bundesliga und gehört seitdem der Liga an. Im Bundesligateam spielen bis auf wenige Ausnahmen nur Spieler aus dem eigenen Nachwuchs. In der Saison 2023/24 sind unter den 16 Spielern im Kader lediglich zwei, die in keiner Jugendmannschaft des VC Dresden gespielt haben.

### Saisonergebnisse
- 2002/03: Aufstieg in die Sachsenliga
- 2003/04: Aufstieg in die Regionalliga Ost
- 2004/05: 4. Platz Regionalliga Ost
- 2005/06: Aufstieg in die 2. Bundesliga Süd
- 2006/07: Abstieg in die Regionalliga Ost
- 2007/08: Aufstieg in die 2. Bundesliga Süd
- 2008/09: 8. Platz 2. Bundesliga Süd
- 2009/10: 10. Platz 2. Bundesliga Süd
- 2010/11: 11. Platz 2. Bundesliga Süd
- 2011/12: 2. Platz 2. Bundesliga Süd und Aufstieg in die Bundesliga
- 2012/13: 10. Platz Bundesliga und Viertelfinale der Play-offs Bundesliga
- 2013/14: 10. Platz Bundesliga
- 2014/15 Lizenzentzug / Aufstieg in die 3. Liga Ost (Zweite Mannschaft)
- 2015/16: 1. Platz 3. Liga Ost und Aufstieg in die 2. Bundesliga Süd
- 2016/17: 11. Platz 2. Bundesliga Süd und Abstieg in die 3. Liga Ost
- 2017/18: 3. Platz 3. Liga Ost
- 2018/19: 2. Platz 3. Liga Ost
- 2019/20: 4. Platz 3. Liga Ost und Aufstieg in die 2. Bundesliga Süd
- 2020/21: 10. Platz 2. Bundesliga Süd
- 2021/22: 9. Platz 2. Bundesliga Süd
- 2022/23: 9. Platz 2. Bundesliga Süd
- 2023/24: 6. Platz 2. Bundesliga Süd
- 2024/25: 4. Platz 2. Bundesliga Süd

## Erfolge im Nachwuchs Deutsche Meisterschaften
- 2003 Gold (E-Jugend), Bronze (C-Jugend)
- 2004 Gold (D-Jugend), Bronze (C-Jugend)
- 2005 Gold (B-Jugend), Silber (C-Jugend), Bronze (D-Jugend)
- 2006 Gold (C-Jugend), Bronze (B-Jugend)
- 2008 Silber (A-Jugend), Silber (B-Jugend), Silber (D-Jugend)
- 2009 Gold (A-Jugend), Bronze (C-Jugend)
- 2010 Silber (A-Jugend), Silber (D-Jugend), Bronze (C-Jugend)
- 2013 Silber (U16)
- 2015 Bronze (U18)
- 2016 Bronze (U16)
- 2017 Gold (U14)
- 2018 Silber (U18), Bronze (U14), Bronze (U16)
- 2019 Bronze (U16), Bronze (U20)
- 2020–2021 keine Meisterschaften aufgrund Corona-Maßnahmen
- 2022 Silber (U20)
- 2023 Bronze (U20)
- 2024 Bronze (U20)